# Императорский Новороссийский университет
Императорский Новороссийский университет (1865—1920) — один из двенадцати Императорских университетов Российской империи, основанный в Одессе 1 (13) мая 1865 года на базе Ришельевского лицея. В 1920 году был расформирован. Воссоздан в 1933 году как Одесский государственный университет (с 2000 года — Одесский национальный университет имени И. И. Мечникова). 

## История университета
Ещё в 1856 году создать университет в Одесском учебном округе предлагал его попечитель Н. И. Пирогов. Его поддерживал Новороссийский генерал-губернатор А. Г. Строганов.
Спустя некоторое время министр внутренних дел П. А. Валуев выступил с предложением о создании университета в Николаеве, а одесский Ришельевский лицей преобразовать в Высшее техническое или сельскохозяйственное учебное заведение. Строганову и Пирогову удалось отстоять своё мнение. Летом 1861 года императору Александру II, который проезжал через Одессу, была представлена просьба об открытии здесь университета. Царь прислушался к просьбе, но разрешение о создании на базе Ришельевского лицея университета было дано лишь 10 (22) июня 1862 года. Между официальным разрешением и его реализацией прошло ещё три года; 1 (13) мая 1865 года попечителем округа А. А. Арцимовичем был торжественно открыт Императорский Новороссийский университет.
Первый учебный год начался 7 (19) сентября 1865 года. Новороссийский университет открылся в составе трёх факультетов: историко-филологического, физико-математического и юридического (наиболее многочисленного); на историко-филологическом был открыт 1 курс, на двух других ряд студентов были приняты на 2-й курс. Кроме 174 студентов занятия посещали 58 вольнослушателей. Первый выпуск состоялся в 1868 году; один из выпускников, Семён Ярошенко был удостоен золотой медали.
В 1900 году был основан четвёртый факультет — медицинский.
Практически с первого десятилетия существования Новороссийский университет стал флагманом науки и высшего образования, играл значительную роль в общественной жизни города и региона. Значительное место в учебной работе университета занимали учебно-вспомогательные учреждения — к 1897 году это были:
преподавательская библиотека и студенческая библиотека, учреждённая Н. И. Пироговым и заключающая около 15 тысяч томов,
Палеонтологический музей,
Зоологический музей,
Астрономическая обсерватория,
Ботанический сад,
Гидробиологическая станция,
Музей изящных искусств;
Лаборатории и кабинеты:
Историко-филологический кабинет (с 1887),
Минцкабинет,
Кабинет практической механики,
Физический кабинет, Кабинет физической географии,
Метеорологическая обсерватория (директор А. В. Клоссовский, издающий «Летопись» обсерватории),
Химическая лаборатория,
Технический кабинет с лабораторией,
Агрономический кабинет с лабораторией,
Минералогический кабинет,
Геологический и
Палеонтологический кабинет,
Ботанический кабинет,
Зоологический кабинет с лабораторией,
Физиологический кабинет.
Активно действовали учёные общества при университете:
Новороссийское общество естествоиспытателей (с 1870 года; его орган, «Записки», издавались с 1872 года), при нём математическое отделение — с 1876 года (также издавал свои «Записки»);
Юридическое общество (1879—1884),
Историко-филологическое общество при университете (с 1889), издающее «Летописи» общества,
Одесское библиографическое общество.
Члены учёных обществ университета принимали участие в организации и проведении отечественных и зарубежных научных съездов. При Новороссийском университете было два учёных съезда: естествоиспытателей (1883) и археологический (1884) и другие (статистический, сельскохозяйственный и проч.).
В это время лицо университета определяли учёные, которые впоследствии стали «золотым достоянием» мировой науки: будущий лауреат Нобелевской премии микробиолог И. И. Мечников, создатель первой в мире вакцины от чумы и холеры В. А. Хавкин, математик А. М. Ляпунов, физик Ф. Н. Шведов, физиолог И. М. Сеченов, офтальмолог В. П. Филатов, историк Ф. И. Успенский, славист В. И. Григорович.
Печатный орган университета — «Записки Императорского Новороссийского Университета».
С 1872 года университет выдавал премии И. Ю. Вучины.
Новороссийский университет до 1917 года окончило около 6 тыс. чел.
В 1917—1920 годах — Новороссийский университет.
В 1920 году университет был расформирован. Воссоздан в 1933 году как Одесский государственный университет (с 2000 года — Одесский национальный университет имени И. И. Мечникова).

#### Ректоры Императорского Новороссийского университета
- 1865—1869: Иван Дмитриевич Соколов
- 1869—1877: Фёдор Иванович Леонтович
- 1877—1881: Николай Алексеевич Головкинский
- 18.05.1881—1890: Семён Петрович Ярошенко
- 1890—1895: Иван Степанович Некрасов
- 1896—1903:Фёдор Никифорович Шведов
- 1903—1905: Алексей Николаевич Деревицкий
- 1905—1907: Иван Михайлович Занчевский
- 1907: Василий Моисеевич Петриашвили, и. д.
- 1907—1913: Сергей Васильевич Левашов
- 1913—1917: Дмитрий Павлович Кишенский

- Иван Дмитриевич Соколов
- Фёдор Иванович Леонтович
- Николай Алексеевич Головкинский
- Семён Петрович Ярошенко
- Иван Степанович Некрасов
- Фёдор Никифорович Шведов
- Алексей Николаевич Деревицкий
- Иван Михайлович Занчевский
- Василий Моисеевич Петриашвили
- Сергей Васильевич Левашов